# 41 dni nadziei
41 dni nadziei (ang. Adrift) – amerykańsko-hongkońsko-islandzki film dramatyczny z 2018 roku w reżyserii Baltasara Kormákura, wyprodukowany przez wytwórnię STXfilms. Główne role w filmie zagrali Shailene Woodley i Sam Claflin. Film oparty na prawdziwej historii.
Premiera filmu odbyła się 1 czerwca 2018 w Stanach Zjednoczonych. Miesiąc później, 6 lipca, obraz trafił do kin na terenie Polski.

## Fabuła
Akcja filmu rozgrywa się we wrześniu 1983 roku. Młodzi żeglarze Tami Oldham (Shailene Woodley) i jej narzeczony Richard Sharp (Sam Claflin) zostają wynajęci, aby za dziesięć tysięcy dolarów przeprowadzić prywatny jacht z Tahiti do San Diego w Kalifornii. W połowie mierzącej około 6,5 tys. km drogi przez Pacyfik para trafia w sam środek potężnej burzy tropikalnej – huraganu Raymond. Wiatr o prędkości ponad 250 km/h i gigantyczne fale niemal roztrzaskują jacht, a Richard zostaje ciężko ranny. Tami próbuje uratować ich oboje, żeglując częściowo zatopioną łodzią do wybrzeży Kalifornii.

## Obsada
- Shailene Woodley jako Tami Oldham
- Sam Claflin jako Richard Sharp
- Jeffrey Thomas jako Peter
- Elizabeth Hawthorne jako Christine

## Odbiór

### Zysk
Z dniem 1 lipca 2018 roku film 41 dni nadziei zarobił 30,1 milionów dolarów w Stanach Zjednoczonych i Kanadzie oraz 5 milionów dolarów w pozostałych państwach; łącznie 35,1 milionów dolarów w stosunku do budżetu produkcyjnego 35 milionów dolarów.

### Krytyka
Film 41 dni nadziei spotkał się z mieszaną reakcją krytyków. W serwisie Rotten Tomatoes 73% ze stu trzydziestu trzech recenzji filmu jest pozytywne (średnia ocen wyniosła 6,2 na 10). Na portalu Metacritic średnia ocen z 30 recenzji wyniosła 56 punktów na 100.

### Oparcie filmu na faktach
Film jest fabularyzowaną wersją wydarzeń, które miały miejsce w październiku i listopadzie 1983 r., prawdziwe są też nazwiska dwojga bohaterów. Jacht Hazana, którym płynęli Richard Sharp i Tami Oldham, został 12 października 1983 r. wywrócony i rozbity przez huragan Raymond. Jednak znajdujący się wówczas na pokładzie Richard Sharp wypadł za burtę i zginął. Tami Oldham, która w czasie wywrotki znajdowała się w kabinie, straciła przytomność wskutek uderzenia o coś głową i ocknęła się po wielu godzinach, sama na jachcie (filmowy motyw ocalenia rannego Richarda Sharpa jest fikcją). Powrót mającej niewielkie umiejętności żeglarskie Tami Oldham na Hawaje rozbitym, pozbawionym masztu jachtem, na prowizorycznym ożaglowaniu trwał istotnie 41 dni: dopiero w pobliżu portu napotkała statek, który wziął Hazanę na hol. Kilkanaście lat później, w 1998 r. Tami Oldham (nosząca po zamążpójściu nazwisko Ashcraft) wraz z dziennikarką Suseą McGearhart opisała swoją odyseję w książce Red Sky In Mourning (wyd. polskie pt. Tragedia na morzu w przekładzie Piotra Budkiewicza).